# Даугавпилсская региональная больница
Даугавпилсская региональная больница (латыш. Daugavpils reģionālā slimnīca) — многопрофильное медицинское учреждение   на улице Васарницу, 20, Даугавпилс, на берегу озера Стропы. В больнице могут лечится не только жители города Даугавпилса и Аугшдаугавского края, но и всего Латгальского региона. В декабре 2016 года она стала одной из учебно-исследовательских клинических баз Рижского университета Страдыня. На тот момент в больнице работал 241 врач, 602 медсестры, 224 младших медсестры и 419 других сотрудников.

## История
Во второй половине XIX века на улице Маза Дарза была основана Даугавпилсская земская больница. В 1921 году в Даугавпилсской крепости был открыт Даугавпилсский военный госпиталь Вооружённых Сил Латвии. В 1939 году была основана Даугавпилсская объединенная больница В 1986 году на берегу озера Стропы открылось новое 12-этажное здание Даугавпилсской городской центральной больницы.
В 1998 году к больнице присоединили Даугавпилсский родильный дом, в 2000 году – Даугавпилсскую инфекционную больницу, а в 2001 году – Даугавпилсскую детскую больницу и Центральную поликлинику. Было открыто детское отделение.
В 2002 году больница была объединена с Центром заболеваний легких и туберкулеза в Даугавпилсскую региональную больницу. В 2010 году открыли наркологическое отделение больницы.
В 2005 году инфекционное отделение Даугавпилсской региональной больницы переехало в новое помещение по адресу ул. 18 Ноября 311, Даугавпилс.
В 2009 году было начато строительство нового родильного отделения и корпуса лучевой терапии с установкой нового линейного ускорителя. Строительство финансировалось Европейским фондом регионального развития. Строительство завершено в 2010 году.
18 декабря 2024 года латвийское государство взяло на себя 80,5% капитала больницы, покрыв долги больницы, государство обязалось инвестировать 4,6 млн. евро.

## Транспорт
Около больницы находится остановка трамвая "Городская больница" (Pilsētas slimnīca), на которой останавливаются трамваи маршрутов 3 и 5.